# Chenanisuchus
Chenanisuchus foi um gênero de crocodilo pré-histórico primitivo que viveu nos mares do final do período paleoceno, da era cenozóica. Seus fósseis foram encontrados em Marrocos, no ano de 2005.
Com 4 metros de comprimento, o Chenanisuchus foi um membro primitivo do grupo que inclui os crocodilos modernos. Ele vivia no mar e se alimentava provavelmente de peixes.